# Natura 2000-område nr. 131 Gurre Sø
Natura 2000-område nr. 131 Gurre Sø ligger omkring og nord for Gurre Sø ca. 6 kilometer vest for Helsingør på Nordsjælland. Det består af et habitatområde H115 og har et areal på 450 hektar hvoraf selve Gurre Sø udgør ca. 210 ha. Det meste af området er statsejet og er en del af Nationalpark Kongernes Nordsjælland.

## Områdebeskrivelse
Natura 2000-området omfatter Gurre Sø og omgivende skove og moser. Området er udpeget for at
beskytte bl.a. søtyperne lobeliesø og kransnålalgesø, mosetyperne rigkær og hængesæk samt en række skovnaturtyper. Skovnaturtyperne i området er bøgeskove på muldbund, egeblandskov samt de to våde skovnaturtyper: elle- og askeskov samt skovbevoksede tørvemoser.
Gurre Sø er lavvandet, men har meget varierende dybdeforhold som følge af de talrige stenhobe og
stenrev på søbunden, som er dannet i forbindelse med isens afsmeltning under sidste istid. Søen
har engang været en meget ren lobeliesø. Den er i dag mere næringsrig og i større grad med
bevoksninger f.eks. af kransnålalger.
Søen er omgivet af en bredzone med rørskov, der er kraftigst ved dens vestside omkring fraløbet af Gurre Å. Stedvist rummer bredzonen også små hængesække og rigkær, ligesom en sø mod sydøst i
området er helt omgivet af flydende rørskov og hængesæk.
Gurre Søs nærmeste omgivelser udgøres mod nord og vest af skovområdet Horserød Hegn, og langs
den sydlige del Gurre Vang. Skoven domineres stedvist af bøg på muldbund og indeholder en
bræmme af mere våde skovnaturtyper langs søen. Sydvest for søen ligger den ret store tørvemose
Sømosen, der i dag mest har skovbevoksning, men også rummer enkelte lysåbne hængesække og
små åbne tørvegrave. Mod syd ligger Danstrup Hegn og Krogenberg Hegn og mod sydøst Nyrup Hegn der også er en del af Natura 2000-området
Natura 2000-området består af Habitatområde nr. H 115 og
ligger i Helsingør Kommune i Vandområdedistrikt II Sjælland i vandplanopland 2.3 Øresund 

## Fredninger
Et areal på 67 hektar omkring Gurre Å ved vestenden af søen blev fredet i 1967.

## Eksterne kilder og henvisninger
1. ↑  "Vandplan 2.3 Øresund" (PDF). Arkiveret fra originalen (PDF) 12. august 2018. Hentet 16. november 2018.
2. ↑  Om fredningen på fredninger.dk
3. ↑  Dahl, s. 49

- Kort over området på miljoegis.mim.dk
- Naturplanen Arkiveret 16. november 2018 hos  Wayback Machine
- Basisanalysen 2016-21 Arkiveret 16. november 2018 hos  Wayback Machine